# Baia della Concha
La baia della Concha o Kontxa (lett. "conchiglia"; in spagnolo bahía de la Concha, in basco Kontxako badia) è una baia del golfo di Biscaglia situata lungo la costa settentrionale della Spagna presso la città di San Sebastiano, nei Paesi Baschi. Il litorale è caratterizzato dalla presenza di due spiagge, la spiaggia di Ondarreta e la spiaggia della Concha; la baia è separata dal mar aperto dalla piccola isola di Santa Clara.